# ارواح خبیثه (فیلم ۲۰۱۵)
ارواح خبیثه یا پولترگایست (به انگلیسی: Poltergeist) یک فیلم ترسناک فراطبیعی آمریکایی به نویسندگی دیوید لیندسی-آبیر و کارگردانی گیل کنان است. این فیلم به عنوان نسخه بازخلق‌شده فیلمی به همین نام در سال ۱۹۸۲ به کارگردانی توبی هوپر، و چهارمین قسمت از مجموعه فیلم‌های ارواح خبیثه به‌شمار می‌رود. در این فیلم بازیگرانی همچون سم راکول، رزمری دویت، جرد هریس، جین آدامز و نیکولاس براون ایفای نقش می‌کنند.
پولترگایست در تاریخ ۲۲ مه ۲۰۱۵ توسط فاکس قرن بیستم اکران شد. فیلم با واکنش‌های نامطلوبی از سوی منتقدان همراه بود، اگرچه این فیلم در گیشه نسبتاً موفق بود و ۹۵٬۴ میلیون دلار در سراسر جهان فروش کرد در حالی که ۳۵ میلیون دلار بودجه ساخت آن بوده است.

## داستان
اریک و ایمی بوون یک زوج متأهلی هستند که به دنبال خرید خانه برای خود و سه فرزندشان هستند: دختر ۱۶ ساله کندرا (سکسن شاربینو)، پسر ۹ ساله گریفین (کایل کاتلت) و دختر ۶ ساله مدیسون (کندی کلمنتس). اریک به تازگی مرخص شد، اما آن‌ها خانه‌ای را نشان می‌دهند که اخیراً در بازار آمده است که متناسب با دامنه قیمت آن‌ها است، بنابراین آن‌ها آن را خریداری می‌کنند و به داخل می‌روند.
شب اول، آن‌ها نویزهای عجیب و غریبی در دیوارها می‌شنوند و گریفین یک جعبه حاوی دلقک پیدا می‌کند عروسک‌های که در خانه مانده بودند. در نیمه شب، چراغ‌ها و دستگاه‌های الکترونیکی شروع به روشن و خاموش می‌کنند، زیرا به نظر می‌رسد یک نیروی غافل از داخل خانه حرکت می‌کند. هیجان گریفین را بیدار می‌کند و او به طبقه پایین می‌رود و مادی را پیدا می‌کند که با حضور ناشناخته ای در داخل تلویزیون صحبت می‌کند. او می‌گوید گریفین کسی در راه است و او سعی دارد تلویزیون را از برق جدا کند و باعث می‌شود چراغ‌ها از کنترل خارج شوند. مادی سپس در حالی که صفحه تلویزیون خود را لمس می‌کند به خانواده می‌گوید: «آن‌ها اینجا هستند».
عصر روز بعد، اریک و ایمی به همراه دوستان خود به صرف شام می‌روند و سه فرزند خود را در خانه می‌گذارند. آنها می‌آموزند که خانه آنها در یک قبرستان قدیمی ساخته شده است، اگرچه قرار بود سازنده املاک بقایای انسان را جابجا کند. کندرا با صدای عجیب و غریب در اتاق لباسشویی بیدار می‌شود. در حین بررسی سر و صدا، کف کف و دست جنازه ظهور می‌کند. شروع به کشیدن در پای او می‌کند، اما او موفق به بالا رفتن خودش می‌شود. در همین حال، گریفین متوجه می‌شود عروسک‌های دلقک به تنهایی در حال حرکت هستند. یک عروسک دلقک به او حمله می‌کند، اما او…

## بازیگران
- سم راکول در نقش اریک بوون
- رزمری دویت در نقش ایمی بوون
- سکسن شاربینو در نقش کندرا بوون
- کایل کاتلت در نقش گریفین بوون
- کندی کلمنتس در نقش مدیسون «مدی» بوون
- جرد هریس در نقش کاریگان بورک
- جین آدامز در نقش دکتر بروک پاول
- نیکولاس براون در نقش بوید
- سوزان هیوارد در نقش سوفی
- کارن ایوانی در نقش خانم استولر